# Zamek Stahleck
Zamek Stahleck (niem. Burg Stahleck) – warowny zamek usytuowany w pobliżu miejscowości Bacharach, Nadrenia-Palatynat (Niemcy), po lewej stronie północnej części doliny środkowego Renu, z dziedzińca którego jest dobry widok na dolinę Renu. 

## Historia
Budowa zamku została rozpoczęta prawdopodobnie na przełomie XI i XII wieku. W 1142 roku Hermann III ze Stahleck został wybrany palatynem reńskim. Przebudowany po wojnie trzydziestoletniej (1618-1648), ale już w 1689 zburzony przez wojska francuskie. Odbudowany w latach 20. XX wieku jako hostel młodzieżowy. Od października 1965 zamek poddany był dalszym pracom rekonstrukcyjnym. Dokończono odbudowę wieży głównej zamku i przykryto ją dachem hełmowym. Położono duży taras południowy. W ramach tych zmian zmodernizowano także pokoje hostelu. Na czas prac remontowych, które pochłonęły 1,8 miliona marek, zamek został wyłączony z ruchu turystycznego i ponowne uroczyste otwarcie nastąpiło 20 maja 1967.
Zamek Stahleck także dzisiaj służy za dobrej kategorii hotel młodzieżowy z pokojami 1-, 2-, 4- i wieloosobowymi w części z łazienką i WC. Pozostałe pokoje posiadają wspólne węzły sanitarne w korytarzach na swoich piętrach. W latach 1990. pokoje gościnne poddano ponownej modernizacji za 8,3 miliona marek.
Ponieważ zamek pełni funkcję hotelu młodzieżowego, nie ma możliwości zwiedzania jego wnętrz. Jednak dziedziniec jest ogólnie dostępny i rozpościera się z niego widok na dolinę Renu. 